# فيلفيتين دريم
باتريك كلارك جونيور (بالإنجليزية: Velveteen Dream) (ولد 19 أغسطس، 1995) هو مصارع محترف أمريكي. هو حاليا مسجل عقد مع دبليو دبليو إي ويظهر على شعبتهم التدريبية إن إكس تي تحت اسم الحلبة فيلفيتين دريم.

## بطولات وإنجازات
- مصارعة بطولة ماريلاند
  - بطولة إم سي دبليو للفرق - مرة واحدة مع ليو راش[5]
- دبليو دبليو إي
  - جائزة إن إكس تي لنهاية السنة لعام 2017 لعداوة السنة - ضد أليستر بلاك[6]

## وصلات خارجية
- فيلفيتين دريم على موقع IMDb (الإنجليزية)
- فيلفيتين دريم على موقع دبليو دبليو إي (الإنجليزية)
- فيلفيتين دريم على موقع WrestlingData.com (الإنجليزية)
- فيلفيتين دريم على موقع CageMatch worker (الإنجليزية)
- فيلفيتين دريم على موقع قاعدة بيانات المصارعة على الإنترنت (الإنجليزية)
- فيلفيتين دريم على موقع عالم المصارعة على الإنترنت (الإنجليزية)

- فيلفيتين دريم على تويتر
- صفحة فيلفيتين دريم على موقع دبليو دبليو إي (بالإنجليزي) نسخة محفوظة 29 أغسطس 2017 على موقع واي باك مشين.